# 25/8
"25/8" é uma canção americana de R&B da cantora e compositora Mary J. Blige a canção pertence ao álbum My Life II… The Journey Continues (Act 1). A canção tem a produção musical por Eric Hudson e foi lançado como o primeiro single oficial do álbum.

## Lançamento e promoção
"25/8" foi liberado para vendas no iTunes e Amazon como um download digital em 1 de setembro de 2011. Mary performed the song for the first time live on Good Morning America 2 de setembro de 2011. Blige também apresentou "25 / 8" na Dancing with the Stars 4 de outubro de 2011.

## Recepção crítica
Caryn Gan da Rolling Stone deu a canção três estrelas de cinco, dizendo: "É uma coisa goopy, mas é também muito mais no pescoço-poppin 'divertido do que Beyoncé Knowles '1+1.'"

## Videoclipe
Blige filmou o vídeo para a canção 25/8 no final de setembro de 2011. O diretor do vídeo é Diane Martel. O vídeo estreou em 28 de outubro de 2011.

## Desempenho
| Tabelas musicais (2011)                | Melhor posição |
| -------------------------------------- | -------------- |
| Estados Unidos - Hot R&B/Hip-Hop Songs | 36             |

## Histórico de lançamento
| País           | Data                   | Formato                |
| -------------- | ---------------------- | ---------------------- |
| Estados Unidos | 1 de setembro de 2011  | Download Digital       |
| Estados Unidos | 26 de setembro de 2011 | Urban rádio            |
| Estados Unidos | 27 de setembro de 2011 | Rádio adulta urbana    |
| Australia      | 4 de outubro de 2011   | Contemporary Hit Radio |
| Reino Unido    | 20 de novembro de 2011 | Download Digital       |